# Rainer Pariasek

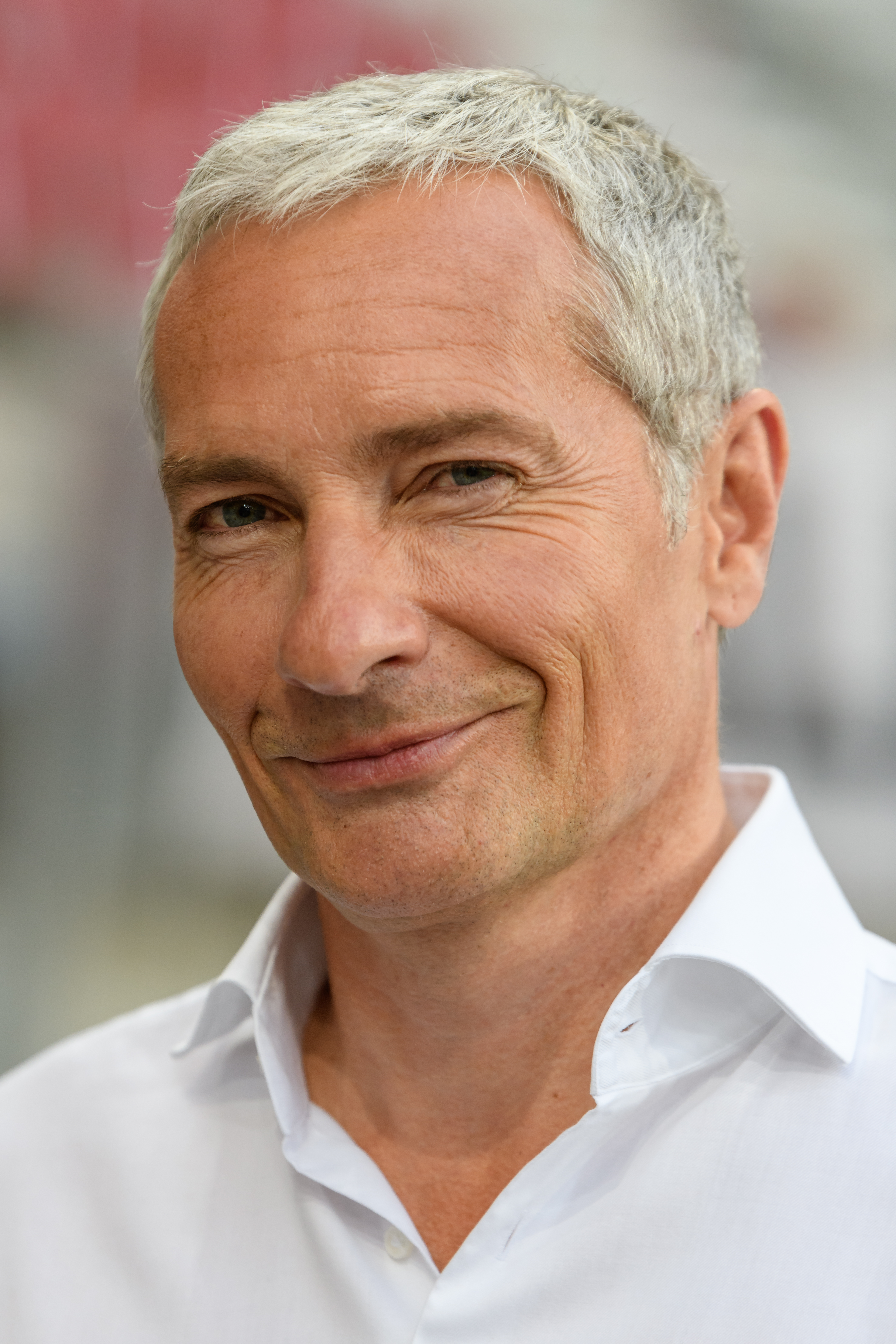
Rainer Pariasek (2018)

Rainer Pariasek (* 19. August 1964 in Wien) ist ein österreichischer Sportmoderator.

## Leben
Der Sohn eines Bankbeamten und einer Dolmetscherin wollte ursprünglich Strafverteidiger werden und begann deswegen ein Studium der Rechtswissenschaften, welches er jedoch schließlich aufgrund seiner Tätigkeit beim ORF abbrach. Als Kind habe er nicht davon geträumt, Sportreporter zu werden und sei ein Handballer mit nicht allzu großem Talent gewesen, so Rainer Pariasek. 1987 begann Pariasek in der Sportredaktion von Ö3. 1996 wechselte er in die Fernsehredaktion des ORF Sports.
Pariasek ist Moderator des ORF bei diversen Sportübertragungen wie alpinen Skirennen und Fußballspielen und moderiert verschiedene Sportsendungen. Unter anderem moderierte er am 2. Dezember 2007 gemeinsam mit der ehemaligen Miss Schweiz Melanie Winiger die Auslosung der Vorrundengruppen der Fußball-Europameisterschaft 2008. Ebenfalls moderiert er alljährlich die „Galanacht des Sports“. 2015 wirkte Pariasek als Quizkandidat bei der Show „Great Moments“ mit, wo er mit Herbert Prohaska ein Team bildete. Er moderierte die Olympischen Winterspiele 2018 in Pyeongchang.
Pariasek ist verheiratet und Vater dreier Töchter. Er lebt mit seiner Familie im niederösterreichischen Hollenburg bei Krems.

## Veröffentlichungen
- Rainer Pariasek u. Claus Schönhofer: Eingefädelt. Österreichs beste Sportanekdoten. Carl Ueberreuter Verlag, Wien 2009, ISBN 978-3-8000-7225-5
- Hans Krankl, Herbert Prohaska: Über das Leben, aufgezeichnet von Rainer Pariasek und Eric Sebach, edition a, Wien 2023, ISBN 978-3-99001-710-4.
- Hans Krankl, Herbert Prohaska: Lustig war's immer, aufgezeichnet von Rainer Pariasek und Eric Sebach, edition a, Wien 2024, ISBN 978-3-99001-751-7.